# Гшайд-бай-Биркфельд
Гшайд-бай-Биркфельд (нем. Gschaid bei Birkfeld) — коммуна (нем. Gemeinde) в Австрии, в федеральной земле Штирия. 
Входит в состав округа Вайц.  Население составляет 932 человека (на 31 декабря 2005 года). Занимает площадь 15,05 км². Официальный код  —  61714.

## Политическая ситуация
Бургомистр коммуны — Герхард Грубер (АНП) по результатам выборов 2005 года.
Совет представителей коммуны (нем. Gemeinderat) состоит из 9 мест.
- АНП занимает 7 мест.
- СДПА занимает 1 место.
- Партия Gschaid Aktiv занимает 1 место.